# Little Men
Little Men (bra: Melhores Amigos; prt: Homenzinhos) é um filme de drama dos Estados Unidos de 2016 dirigido por Ira Sachs. Teve sua estreia mundial no Festival Sundance de Cinema de 2016 e teve sua estreia europeia como uma seleção transversal nas seções Gerações e Panorama no 66º Festival Internacional de Cinema de Berlim. No Brasil, foi lançado pela Alpha Filmes e Pandora Filmes nos cinemas em 4 de maio de 2017.

## Sinopse
Depois que seu pai idoso morre, Brian Jardine (Greg Kinnear) muda sua esposa Kathy (Jennifer Ehle) e o filho de 13 anos Jake (Theo Taplitz) para um apartamento no Brooklyn que eles herdaram. O prédio de dois andares tem um inquilino no espaço do nível do solo; uma loja de vestidos administrada por Leonor Calvelli (Paulina Garcia) e seu filho Tony (Michael Barbieri) de 13 anos. Jake e Tony se tornaram amigos rapidamente, apesar de terem personalidades muito diferentes.

## Elenco
- Greg Kinnear como Brian Jardine
- Paulina García como Leonor Calvelli
- Jennifer Ehle como Kathy Jardine
- Theo Taplitz como Jake Jardine
- Michael Barbieri como Tony Calvelli
- Talia Balsam como Audrey
- Alfred Molina como Hernán
- Clare Foley como Sally

## Recepção
No site agregador de críticas Rotten Tomatoes, 96% das 137 resenhas dos críticos são positivas, com uma classificação média de 8/10. O consenso do site diz: "Little Men dá uma olhada compassiva nas maneiras como os problemas dos adultos afetam as amizades infantis - e oferece outro drama comovente de Nova York do diretor Ira Sachs."
O Metacritic, que usa uma média ponderada, atribuiu ao filme uma pontuação de 86 em 100, baseado em 37 críticos, indicando "aclamação universal".